# Treujenn-gaol
Treujenn-gaol (trognon de chou) est le nom donné à la clarinette en musique bretonne,. On l'appelle aussi tron d'chou dans les contextes gallésans. 
La treujenn-gaol est jouée depuis au moins le XIXème siècle, principalement dans le Centre-Bretagne, le Trégor et dans l'est de l'Ile-et-Vilaine (pays de Vitré et Fougères). On la joue aussi en Pays Bigouden et en Loire-Atlantique, quoique plus épisodiquement.

## Facture
Contrairement à de nombreux instruments traditionnels, ni les treujenn-gaol, ni leurs anches ne sont fabriquées pour jouer de la musique bretonne spécifiquement. Elles sont donc tout à fait semblables aux clarinettes et aux anches que l'on utilise dans d'autres styles de musique. De nombreux sonneurs de traditions célèbres (C. Morcel, M. Méhu...) utilisaient des clarinettes anciennes. Le nom de "treujenn-gaol" peut donc aussi bien désigner des clarinettes "système Boehm" (qui font aujourd'hui office de standard en France), des instruments à 6 clés, que toutes les formes intermédiaires possibles. Cependant, les instruments les plus souvent désignés par ce nom sont des clarinettes à 13 clés, avec un jeu d'anneaux sur le corps du bas.

## Style de jeu

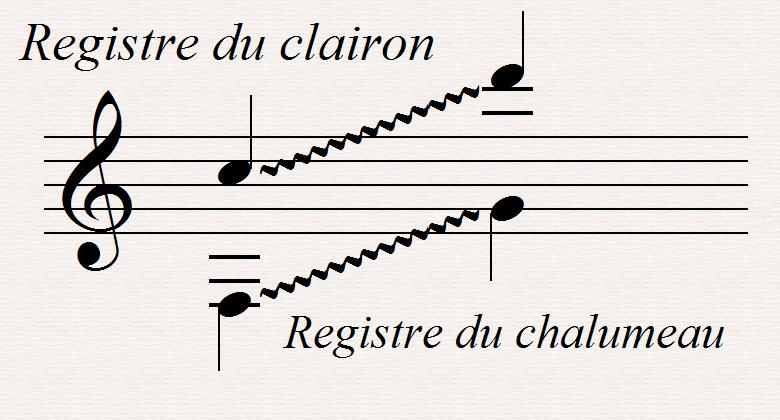
Registres de la clarinette, notes lues pour les clarinettes en clef de sol.

⚠ Les notes exprimées dans cette section sont exprimées en hauteur réelle, et pas en terme de doigté. Pour le rappeler, elles seront suivies du symbole " * ".
Le jeu de la treujenn-gaol est caractérisé par une utilisation quasiment exclusive du registre "de clairon", c'est-à-dire le registre aigu de la clarinette, obtenu par l'action d'une clé nommée "clé de 12ème". En plus de cette dernière, les sonneurs de tradition avaient tendance à n'utiliser que les clés de la* et de si ♭*, délaissant souvent le reste des clés qui permettent les altérations. Son répertoire est le plus souvent constitué de mélodies jouées sur des modes diatoniques, le plus souvent si ♭ majeur (lydien), do majeur (mixolydien) ou ré mineur (éolien).
Dominique Jouve remarque que beaucoup de ces sonneurs utilisent un doigté particulier qui fait entendre un mi* un intermédiaire entre le mi♮* et le mi♭* (notes exprimées en hauteur réelles). Le mode qui en résulte est donc étranger à la gamme tempérée, qui est le système d'intervalles sur lequel repose l'immense majorité de la musique occidentale moderne, il peut donc sonner "faux" à des auditeurs habitués aux gammes tempérées. Pour certains chercheurs, l'utilisation d'un doigté spécifique, le fait que sa pratique soit répandue, et que ces modes tendent à se retrouver dans les traditions chantées peuvent faire penser que cette esthétique serait volontaire, pour d'autres, il est un résultat accidentel.
En Basse-Bretagne les sonneurs jouent régulièrement par "couple", parfois accompagnés d'un tambour, en suivant les principes du kan ha diskan : le premier clarinettiste joue une phrase, le second le rejoint pour en jouer les dernières notes avant de répéter la phrase seul. Une autre association récurrente est le couple clarinette et accordéon chromatique, où leurs rôles rappellent respectivement celui de la bombarde, qui ne joue qu'une phrase sur deux, et du biniou, qui joue en continu.